# Robert Peake

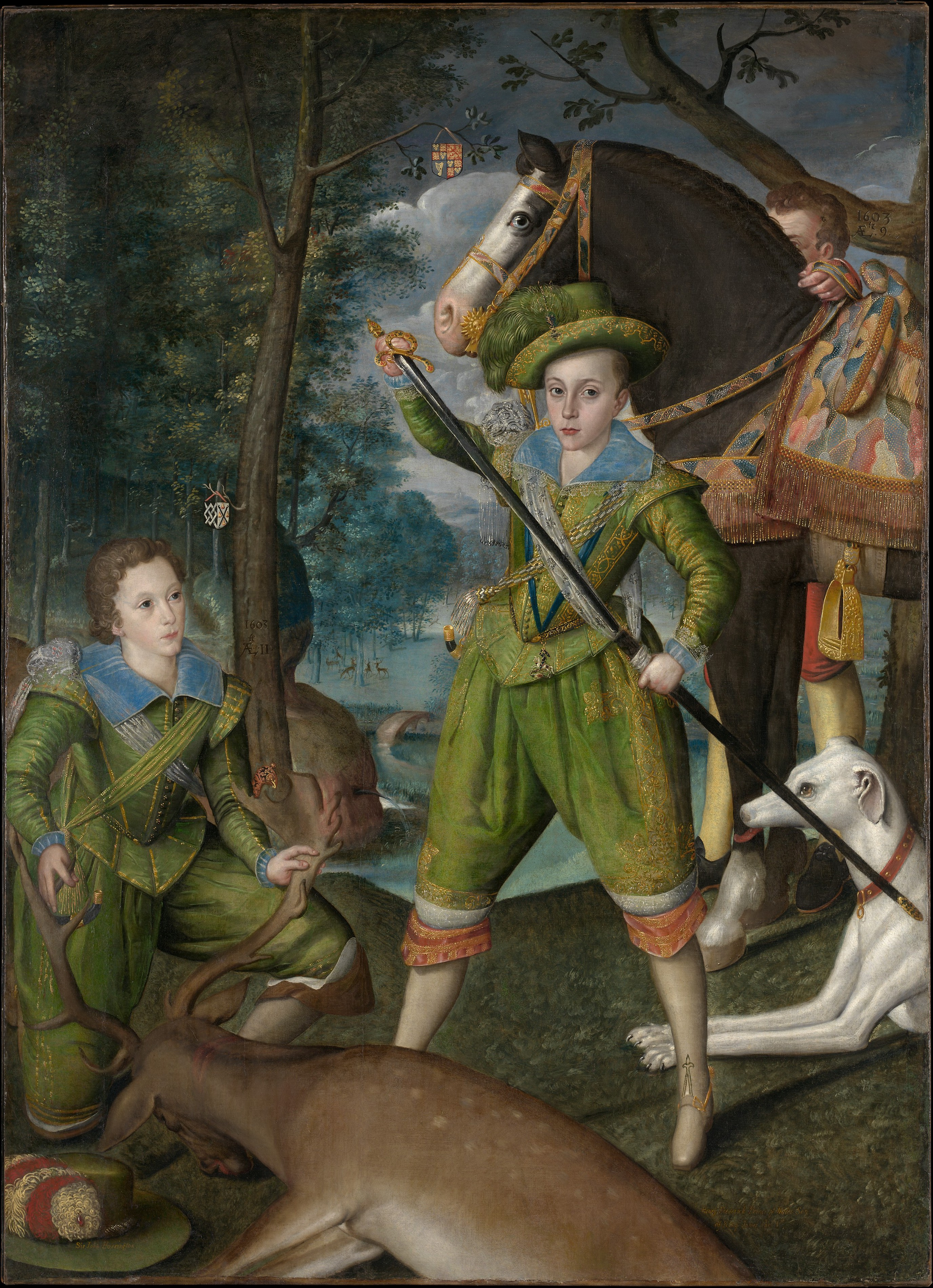
Retrat d'Enric Frederic Estuard, Príncep de Gal·les (centre), i John Harington, segon Baró Harington d'Exton, de Robert Peake el Vell, 1603

Robert Peake el Vell (1551 – 1619) va ser un pintor anglès que va estar actiu durant els últims anys del regnat d'Elisabet I i bona part del regnat de Jaume I. En 1604 va ser designat com el responsable de la creació de quadres per al Príncep Enric Frederic d'Anglaterra, successor al tron, i en 1607, “pintor sergent” del rei Jaume I d'Anglaterra i VI d'Escòcia, un lloc que va compartir amb John De Critz. A Robert Peake se li sol esmentar com “el Vell”, per distingir-ho del seu fill, el pintor i també comerciant de gravats, William Peake (1580 – 1639) i del seu net, el cavaller Robert Peake (1605 – 1667) qui va seguir els passos del seu pare en el negoci de la venda de quadres.
Peake va ser l'únic pintor d'origen anglès d'un grup de quatre artistes els tallers dels quals van estar íntimament vinculats. Els altres van ser De Critz, Marcus Gheeraerts el Jove, i el pintor de miniatures Isaac Oliver. Entre 1590 i entorn del 1625, es van especialitzar excel·lentment en “vestits” acolorits, de cos sencer, únics a Anglaterra en aquella època. L'autoria de les obres de Peake, De Critz, Gheeraerts i els seus ajudants segueix sotmesa a controvèrsia.